# Fuerte Oscar
El Fuerte Oscar (anteriormente Gustav Adolf) es un fuerte militar del siglo XVIII en Gustavia, la capital de San Bartolomé. Se encuentra a una altitud de 41.5 m, con vistas al puerto de Gustavia.El fuerte fue construido durante el gobierno sueco de San Bartolomé.Era uno de los tres fuertes que rodeaban Gustavia, junto con el Fuerte Gustav y el Fuerte Karl.Estaba armado con cuatro cañones. 
Hoy, el Fuerte Oscar es la ubicación de la Gendarmería local.El fuerte es a menudo un lugar para mirar las regatas, como Les Voiles de Saint-Barthy la St Barths Bucket Regatta.En ocasiones especiales, como la Nochevieja, se ofrecen fuegos artificiales sobre Fort Oscar.